# Sub Focus (album)
Sub Focus è l'album di debutto dell'omonimo disc jockey britannico, 
pubblicato il 12 ottobre 2009 dall'etichetta discografica britannica Ram Records.

## Tracce
1. Let The Story Begin – 4:53
2. World Of Hurt – 4:25
3. Follow The Light – 5:34
4. Last Jungle – 3:40
5. Deep Space – 4:37
6. Rock It – 4:35
7. Move Higher – 4:13
8. Vapourise – 4:05
9. Splash – 4:03
10. Could This Be Real – 3:36
11. Triple X – 3:58
12. Timewarp – 4:38
13. Coming Closer – 3:35